# 和歌山県談合事件
和歌山県談合事件（わかやまけんだんごうじけん）とは、2000年代前半に起きた、和歌山県政における談合および贈収賄事件。当時の和歌山県知事が逮捕され、辞職する事態に発展した。

## 概要
2004年の和歌山県発注のトンネル工事3件と下水道工事1件の計4件で、建設会社3社の共同企業体が受注できるよう談合し、うち2件について木村良樹和歌山県知事に業界から賄賂が流れたとされる。
別件で木村を捜査していた2006年にこの案件も発覚し、大阪地方検察庁特別捜査部の捜査が行われた。それによって木村知事は逮捕され、収賄罪と競売入札妨害罪で起訴された。逮捕後に木村知事は辞職した。他にもゴルフ場経営者が贈賄罪・所得税法違反で逮捕、起訴され、和歌山県出納長、大林組顧問、ハザマ顧問、東急建設社員、熊谷組関西支店次長が競売入札妨害罪で起訴された。
刑事裁判では木村元知事に懲役3年執行猶予4年追徴金1000万円（求刑・懲役4年追徴金1000万円）、ゴルフ場経営者に懲役3年執行猶予4年、罰金1500万円（求刑・懲役4年、罰金1500万円）、和歌山県出納長には懲役2年執行猶予3年（求刑・懲役2年）、大林組顧問には懲役1年6月執行猶予3年（求刑1年6月）、ハザマ顧問には懲役1年執行猶予3年（求刑・懲役1年）、東急建設社員には懲役1年執行猶予3年（求刑・懲役1年）、熊谷組関西支店支店次長には懲役10月執行猶予3年（求刑・懲役1年）がそれぞれ言い渡された
また民事裁判では和歌山県が木村前知事、元出納長、ゴルフ場経営者、大林組元顧問、及び入札に参加した建設会社13社に計約6億1252万円の損害賠償などを求め、一審判決では刑事裁判で認定された談合以外にも2002年から2004年に入札されたIT総合センター工事や国道改築工事など3件が談合であったと認定され、約5億7000万円の支払いを命じた。元出納長を除く3人と建設会社13社が控訴したが、遅延損害金を上乗せした金額である計6億円を県に支払うことで和解が成立した。